# 小池由
小池 由（こいけ ゆい、1987年7月4日 - ）は、日本のモデル、女優。
長野県伊那市出身。かつてフレッシュパワー（スウィートパワーの新人セクション）に所属していて、その後、CRG（クリエイティブ・ガーディアン）に移籍した。
以前は「富田理生」の名義で活動していた。

## 出演

### 雑誌
- B.L.T. 6月号（4月23日発売）
- anan 1月19日発売号
- mina 11月20日発売号
- anan 11月17日発売号
- anan 10月27日発売号
- mina 10月20日発売号
- 創刊40周年anan40th モデルオーディション 準グランプリ ananタイアップモデル（2010年4月〜）

### テレビ
- 深夜通販番組特別企画「COLLECTION STYLE」2011年4月21日
- 音龍門 朗読少女（2010年10月11日、18日）
- 人気芸人と豪華女優がみんなの体験をすぐに笑えるショートドラマ化!キレてもいいですか?（2010年1月16日）
- 奇跡体験!アンビリバボー（2009年11月19日)
- イツザイLUX ビューティーオーディション

### テレビドラマ
- 13歳のハローワーク 第5話（2012年2月10日、テレビ朝日） - 三国園子 役
- 孤独のグルメ 第12話（2012年3月21日、テレビ東京） - 女性店員 役
- 警部補 矢部謙三2 第7話（2013年8月23日、テレビ朝日） - 谷村美鈴 役
- 緊急取調室（2019年、テレビ朝日） ‐ 勝沼静香 役

### CM
- 積水ハウス 「積水ハウスの歌　2012篇」（2012年4月〜）
- 任天堂Wii 「年末年始コミュニケーション（女子会篇）」（2011年11月〜2012年3月）
- チヨダ（2011年9月22日-10月3日）
- 花王「エッセンシャル（サラふわ篇）」（2011年8月〜）
- ヤマザキ「ランチパック（Enjoy！いろいろ！篇）」（2011年8月〜）
- ユニチャーム「チャームソフトタンポン　夏の友達篇」（2011年7月〜北海道、九州、沖縄エリアO.A.）
- イオン（2011年2月〜3月）
- JR西日本「九州・山陽新幹線直結」（2011年2月〜3月）
- 秋田県自動車販売店協会「安心な中古車篇」（2011年2月〜3月）
- ジョンソン・エンド・ジョンソン「ワンデーアキュビューディファイン」web出演（2010年11月2日〜）
- KIRIN「のどごし生（のどごしミュージカル篇）」（2010年9月〜12月）
- クリニークスキンケアwebモデル（2010年8月27日〜）http://www.clinique.co.jp/
- NTT東日本「フレッツ光（ソファ篇）」(2010年6月〜）
- PARCO5days SALE TV－CF・web・トレインチャンネル（2010年5月22日〜31日）
- ブルボンプチシリーズ（2010年3月〜12月）

### ネット配信
- Softbank選べるかんたん動画 「ダイエットCOFFRET」 （2011年5月〜毎週水曜・金曜二回配信）
- SoftBank選べるかんたん動画 「Beauty通信」モデル＆MC（2010年4月配信〜）
- LISMO Channelオリジナルドラマ「Hello Goodbye」（2010年3月8日〜29日配信）
- 恋のABeeC大辞典（2009年11月）

### 舞台
- 世界のどこにでもある、場所（2010年8月4日〜11日 駅前劇場）

### 映画
- 海への扉 大橋礼子監督 W主演 ハル役（東京藝術大学卒業制作作品 2010年6月19日ユーロスペース）
- 月の下まで (2012年)

### PV
- 崎本大海 「海沿いグラフィティ」
- GReeeeN「花唄」（2011年6月22日発売）
- ゴスペラーズ「冬響」（2010年11月3日発売）
- May J.&MAY'S「sing for you」
- ソナーポケット「アリガトウ」(ABC・テレビ朝日系「コールセンターの恋人」主題歌)

### その他
- キャノン EOS Kissスペシャルサイト 記憶写真
- (株)フェリシモ「haco」Webサイト内「スピカ」モデル（2009年5月中旬アップ）